# 相馬直樹 (美術監督)
相馬 直樹（そうま なおき、1964年 - ）は、アタッカンテ所属の美術監督。

## 来歴・人物
北海道札幌市出身。東宝特撮で美術助手を経験したあと、池谷仙克に師事しキャリアを積んだ。その後は主にCM作品の美術を手掛ける。また、近年ではPVの美術を手掛けている。
2004年頃からは、映画作品の美術も手掛けている。中でも堤幸彦、本広克行、行定勲、品川ヒロシの作品に携わる機会が多い。
亀が好きで、『交渉人 真下正義』では美術スタッフが着用しているジャンパー背部には「亀」の文字が入っている。また、この作品のエグゼクティブプロデューサーの亀山千広はこのジャンパーを気に入って購入した。他にも、劇中に亀をモチーフとした美術セットや小道具をさりげなく織り交ぜている。

## 主な美術作品

### 映画
- 写楽（1994年）
- うちゅうさん（2004年）
- 海猿（2004年）
- サマータイムマシン・ブルース（2005年）
- 交渉人 真下正義（2005年）
- UDON（2006年）
- サイレン 〜FORBIDDEN SIREN〜（2006年）
- 自虐の詩（2007年）
- 銀色のシーズン（2008年）
- 銀幕版 スシ王子! 〜ニューヨークへ行く〜（2008年）
- 少林少女（2008年）
- まぼろしの邪馬台国（2008年）
- 20世紀少年（2008年・2009年）
- BECK（2010年）
- さらば愛しの大統領（2010年）
- 漫才ギャング（2011年）
- はやぶさ/HAYABUSA（2011年）
- 荒川アンダー ザ ブリッジ（2012年）
- エイトレンジャー（2012年）
- つやのよる ある愛に関わった、女たちの物語（2013年）
- くちづけ（2013年）
- 風俗行ったら人生変わったwww（2013年）
- ジャッジ!（2014年）
- サンブンノイチ（2014年）
- エイトレンジャー2（2014年）
- 円卓 こっこ、一夏のイマジン（2014年）
- 物置のピアノ（2014年）
- 真夜中の五分前（2014年・日本パート美術）
- 世田谷ラブストーリー（2015年）
- 脳内ポイズンベリー（2015年）
- イニシエーション・ラブ（2015年）
- 天空の蜂（2015年）
- ピンクとグレー（2016年）
- うつくしいひと（2016年）
- ジムノペディに乱れる（2016年）
- ミックス。（2017年）
- ナラタージュ（2017年）
- リバーズ・エッジ（2018年）
- OVER DRIVE（2018年）
- 虹色デイズ（2018年）
- 累-かさね-（2018年）
- 窮鼠はチーズの夢をみる（2020年）
- ビューティフルドリーマー（2020年）
- 劇場（2020年）
- 名も無き世界のエンドロール（2021年）
- HOKUSAI（2021年）
- 由宇子の天秤（2021年）
- ちょっと思い出しただけ（2022年）
- なっちゃんの家族（2022年）
- 耳をすませば（2022年）
- リバー、流れないでよ（2023年）
- 生きててごめんなさい（2023年）
- バラシファイト（2023年）
- ナックルガール（2023年）
- OUT（2023年）
- ある閉ざされた雪の山荘で（2024年）
- 変な家（2024年）
- 夢の中（2024年）
- 室井慎次 敗れざる者（2024年）
- 室井慎次 生き続ける者（2024年）
- あたしの!（2024年）

### ドラマ
- ウルトラマンティガ（1997年） - 実相寺昭雄監督回のみ
- 女たちは二度遊ぶ（2010年・BeeTV）
- パーティーは終わった（2011年・BeeTV）
- 荒川アンダー ザ ブリッジ（2011年・毎日放送）
- REPLAY & DESTROY（2011年・LISMOドラマ）
- I LOVE YOU（2013年・UULA）
- 踊る大宣伝会議、(略)（2014年・ネスレシアター）
- 平成猿蟹合戦図（2014年・WOWOW）
- 翳りゆく夏（2015年・WOWOW）
- 眠れぬ真珠（2015年・dTV）
- 世にも奇妙な物語 25周年記念!秋の2週連続SP 映画監督編「幸せを運ぶ眼鏡」（2015年・フジテレビ）
- 火花（2016年・Netflix）
- チャンネルはそのまま!（2019年・北海道テレビ放送）
- 異世界居酒屋「のぶ」（2020年・WOWOW）
- 男コピーライター、育休をとる。（2021年・WOWOW）
- あなたに聴かせたい歌があるんだ（2022年・Hulu）

### CM
- NTTドコモ・富士通：らくらくホン、F-08A、F-09A、F-01B、F-02B、F-03B
- 富士フイルム：写ルンですNight&Day「花火のやる気」篇、フジカラー「えとの写真で」篇「うさぎ年」篇
- エステー：消臭ポット「パトランプ篇、空気イス」篇、トイレの消臭力「Song For Toilet」篇
- PARCO：「クリスマス」
- 全日本空輸：スーパーエコ割「ブルース・リーのふるさと」篇
- カゴメ：野菜一日これ一本「野菜シスターズ」
- 日本コカ・コーラ：ジョージア「The BLACKS」篇、「カフェオレショー」篇、「侍たちの甘い午後」篇、「侍たちの甘い時間」篇
- 富士通：FMV「デキルが、ここに。」篇、「3Dデキルが、ここに。」篇
- DeNA：モバゲータウン「忠犬」篇
- ライオン：バファリンルナ「岩」篇
- 大塚食品：MATCH「アッキーナビーチ」篇、「ピーコ東京」篇、「アッキーナ&ピーコ」篇
- au：「ガンガン学割（受付前）」篇、「ガンガンメール・ガンガントーク」篇
- au・富士通東芝モバイルコミュニケーションズ：IS04「扉」篇
- ミツカン：味ぽんMILD「初めての味」篇
- サントリーホールディングス：フレシネ「メリーアレコレ」篇
- 三井住友フィナンシャルグループ：「証券業務強化」篇、「環境ビジネス」篇
- レオパレス21：「早得」篇、「学割」篇、「賃貸」篇
- 森永製菓：ウイダーinゼリー「テニス・秘密の特訓」篇
- 第一生命：あなたの声にこたえる保険「未来人」篇、「侍」篇
- 明治安田生命：MYライフプランアドバイザー物語シリーズ「3つの世界」篇
- セブン&アイ・ホールディングス：「冬ギフトを国民に」篇
- 花王：メンズビオレ「肌男が選ぶ泡洗顔」篇
- コーセー：雪肌精「これが、すっぴんメイク」篇
- ドール・フード・カンパニー：ドールのバナナでスマイル「楽屋突撃」篇
- 大東建託：DK SELECT「妹は魔法使い」篇
- ソニー生命保険
- SHARP
- ソフトバンクモバイル
- 日清紡ホールディングス
- タマホーム

### PV
- 倖田來未：「FREAKY」（2007年）、「BUT」（2007年）
- 中島美嘉：「見えない星」（2007年）、「素直なまま」（2007年）
- あの：「スマイルあげない」（2023年）

### OV
- ANGEL（1996年）
- ANGEL2 正体不明のお女王様!?（1997年）